# Zenillia gowdeyi
Zenillia gowdeyi är en tvåvingeart som beskrevs av Charles Howard Curran 1926. Zenillia gowdeyi ingår i släktet Zenillia och familjen parasitflugor.
Artens utbredningsområde är Jamaica. Inga underarter finns listade i Catalogue of Life.